# Histoire de la Transylvanie
L’histoire de la Transylvanie comprend :
- la Préhistoire de la région, correspondant entre autres aux poteries rubanées ;
- l’Antiquité, correspondant à l’histoire de la Dacie ;
- l’évolution de la région pendant la période de migration des peuples et jusqu’à la fondation de la principauté de Transylvanie au XIIe siècle ;
- la principauté de Transylvanie, fondée au XIIe siècle dans la moitié sud-est de la Transylvanie actuelle, vassale du royaume de Hongrie jusqu’en 1526, indépendante et agrandie de 1526 à 1570 (pour cette période, l’historiographie hongroise l’appelle, depuis les années 1995, « royaume de Hongrie orientale »), puis vassale de l’Empire ottoman entre 1570 et 1699 et de la monarchie de Habsbourg de 1699 à 1711 ;
- le grand-duché puis grande-principauté de Transylvanie qui fut de 1711 à 1867 un élément constituant de la monarchie de Habsbourg puis de l’empire d'Autriche, également situé dans la moitié sud-est de la Transylvanie actuelle, et qui a été intégré au royaume de Hongrie en 1867 lors du compromis austro-hongrois ;
- au sein du grand-duché, la Transylvanie militaire, faisant partie des confins militaires de l’empire d'Autriche ;
- dans le cadre de l’Autriche-Hongrie, la Transylvanie austro-hongroise, l’un des pays de la Couronne de saint Étienne de 1867 à 1918 ;
- depuis 1918, la Transylvanie roumaine, puis partagée entre la Hongrie et la Roumanie devenues satellites du Troisième Reich, puis à nouveau roumaine mais communiste, avec une région autonome hongroise en son sein, dans le pays sicule, et enfin depuis 1989 roumaine en démocratie parlementaire avec une représentation de la minorité hongroise au parlement.

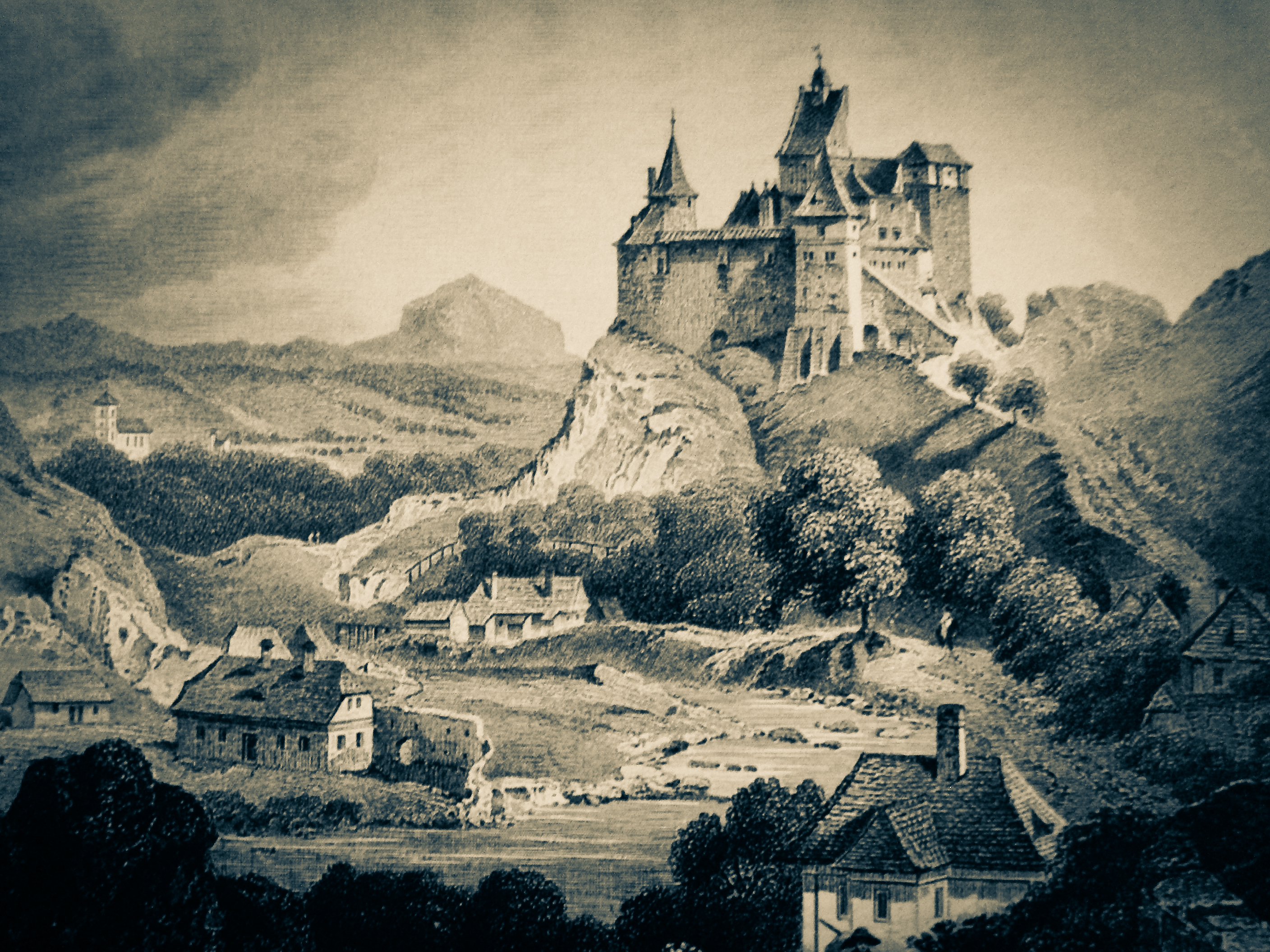
Le château de Bran, l’un des symboles de l’histoire transylvaine (lithographie de Ludwig Rohbock).

## Étymologie
Le nom de Transylvanie (en roumain : Ardeal et Transilvania, en hongrois : Erdély et en allemand : Siebenbürgen) apparaît au Moyen Âge. Le territoire désigné par ce nom a varié dans le temps : son cœur historique correspond à une région située au cœur de la Transylvanie actuelle, en Roumanie, mais a parfois été bien plus étendu, notamment pendant la période où elle fut un État quasi indépendant (1526-1699).
Comme la toponymie, ses diverses appellations (et leurs origines supposées) témoignent de la présence historique sur ce territoire de populations de langues romane (Roumains), finno-ougrienne (Hongrois, Sicules), ou germanique (Saxons) :
- en latin médiéval tel qu'en roumain actuel Transilvania (forme moderne), Transsylvania, qui apparaît en 1075 dans un document hongrois rédigé en latin médiéval, sous la forme ultra silvam « au-delà de la forêt » ;
- en hongrois : Erdély (au XIIe siècle graphie Erdeuelu[1] = en alphabet moderne erdő elü[2]), mot hongrois originel servant de traduction au latin médiéval mais de façon inverse, au sens « devant la forêt » et formé de
  - erdő « forêt » en position de complément de nom,
  - elv ~ elü ~ el, en ancien hongrois et dialectal[3],[4] « devant une partie ou un territoire »[5],[6] ;
- en roumain Ardeal (en 1432 sous la forme Ardeliu[7]), forme traditionnelle encore usitée par les Roumains d'aujourd'hui,
  - venant, de l'avis de la majorité des linguistes, du hongrois Erdély sous sa forme ancienne erdő-elü[8],
  - ou venant, selon les protochronistes, soit du celtique (cf. gaulois *arduo-[9]) avec le sens « pays[10] », soit de l’indo-européen *h₂erHdʰ- au sens de « hauteur[11] » ou de « forêt » comme pour la forêt d’Arden (en) en Angleterre et la forêt belge d’Ardenne ;
- en allemand : Siebenbürgen « sept places fortifiées ». Celles-ci sont : Kronstadt, Schäßburg, Mediasch, Hermannstadt, Mühlbach, Bistritz et Klausenburg.

## Préhistoire
Les sites archéologiques préhistoriques de Transylvanie appartiennent aux cultures du Danube (en), de Starčevo, de Vinča et de Halstatt, montrant des échanges commerciaux multiples et à longue distance : l'or transylvain des Carpates occidentales roumaines a été retrouvé jusqu'en Crète, tandis que de l'obsidienne méditerranéenne est présente en Transylvanie. 

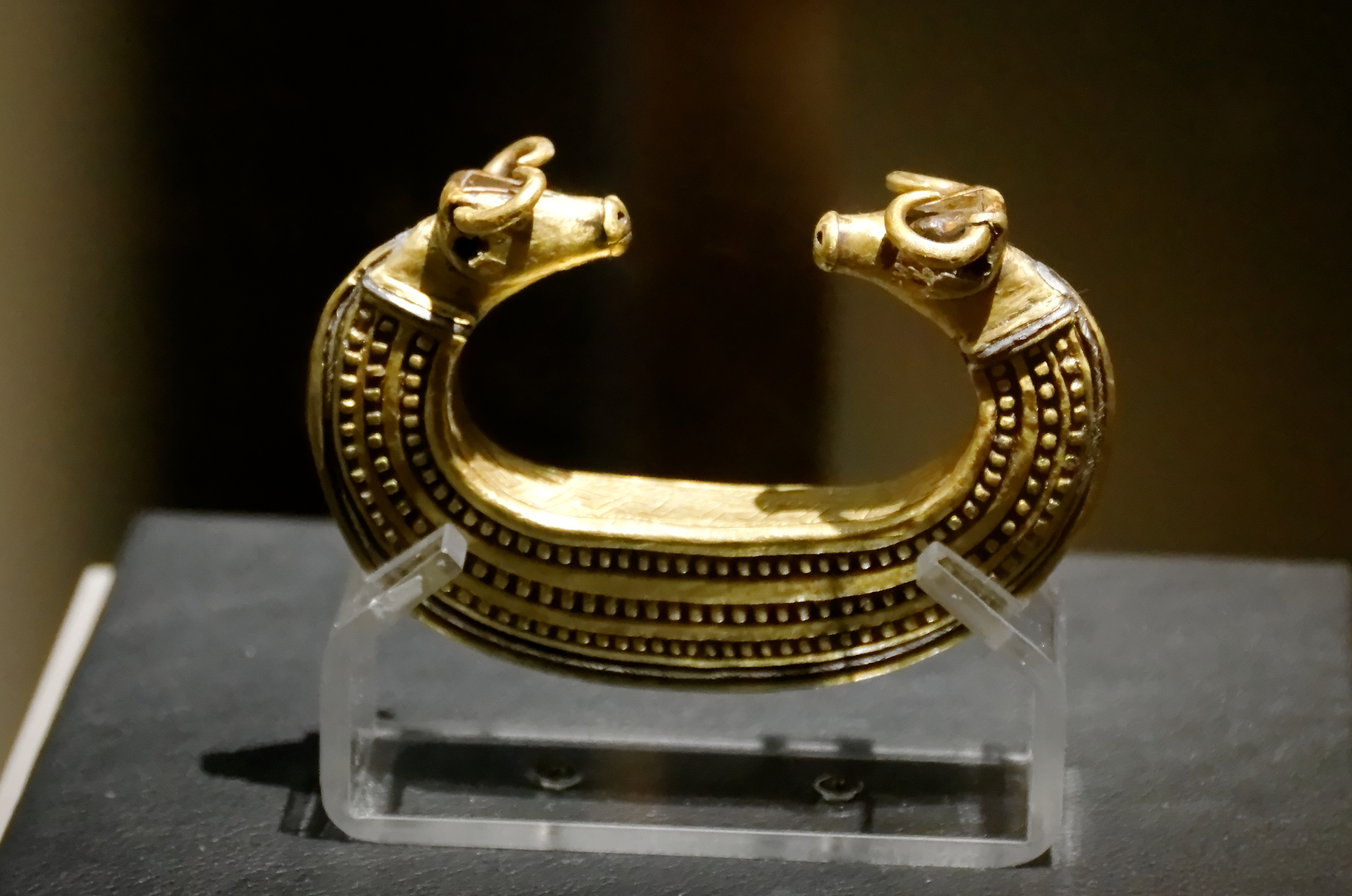
Bracelet en or avec têtes de taureaux provenant de Transylvanie (Âge du Bronze)

## Antiquité

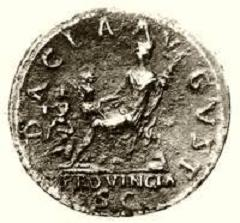
Médaille frappée par les Romains à l’occasion de la fondation de la province de Dacie.

La région était, dans l’Antiquité, le centre politique du royaume des Daces, les Thraces du nord, avec comme capitale Sarmizégetuse. En 106, elle est conquise par l’empereur romain Trajan (Marcus Ulpius Nerva Traianus) et devient la province de Dacia Felix, avec pour capitale Sarmiségetuse Trajane. Cette province romaine ne correspondait que partiellement aux limites de la future Transylvanie du Moyen Âge. Ce sont essentiellement l’or et le sel gemme des Carpates qui motivèrent la conquête romaine.
Après le départ des Romains en 271, la région entre dans une longue période de « diète documentaire » pour les historiens, car les sources écrites se raréfient comme partout en Europe. Néanmoins, une présence chrétienne est bien attestée à partir du VIIe siècle, tandis que toponymie et linguistique montrent une longue cohabitation de populations d’origines diverses.

## Antiquité tardiveet hautMoyen Âge
Sources :

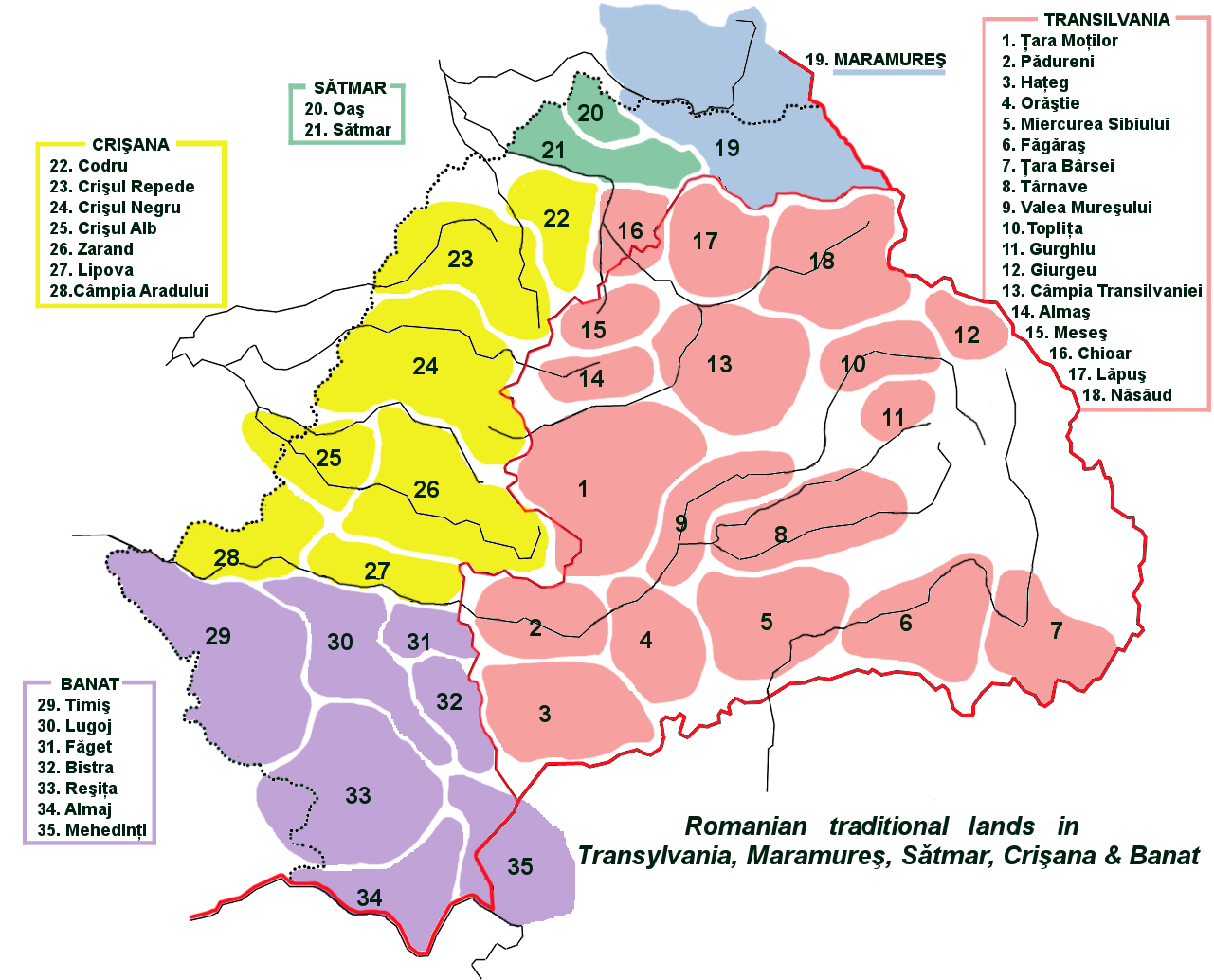
Les pays traditionnels transylvains (hongrois szeg ou főld, roumain țări : ceux fondés par des roumains sont dits « valachies » pour les distinguer des « sklavinies » slaves). Principauté de Transylvanie en rose, voïvodat de Marmatie en bleu, région de Satu Mare en vert, régions de Sălaj, Bihor et Zărand en jaune, Banat en violet.

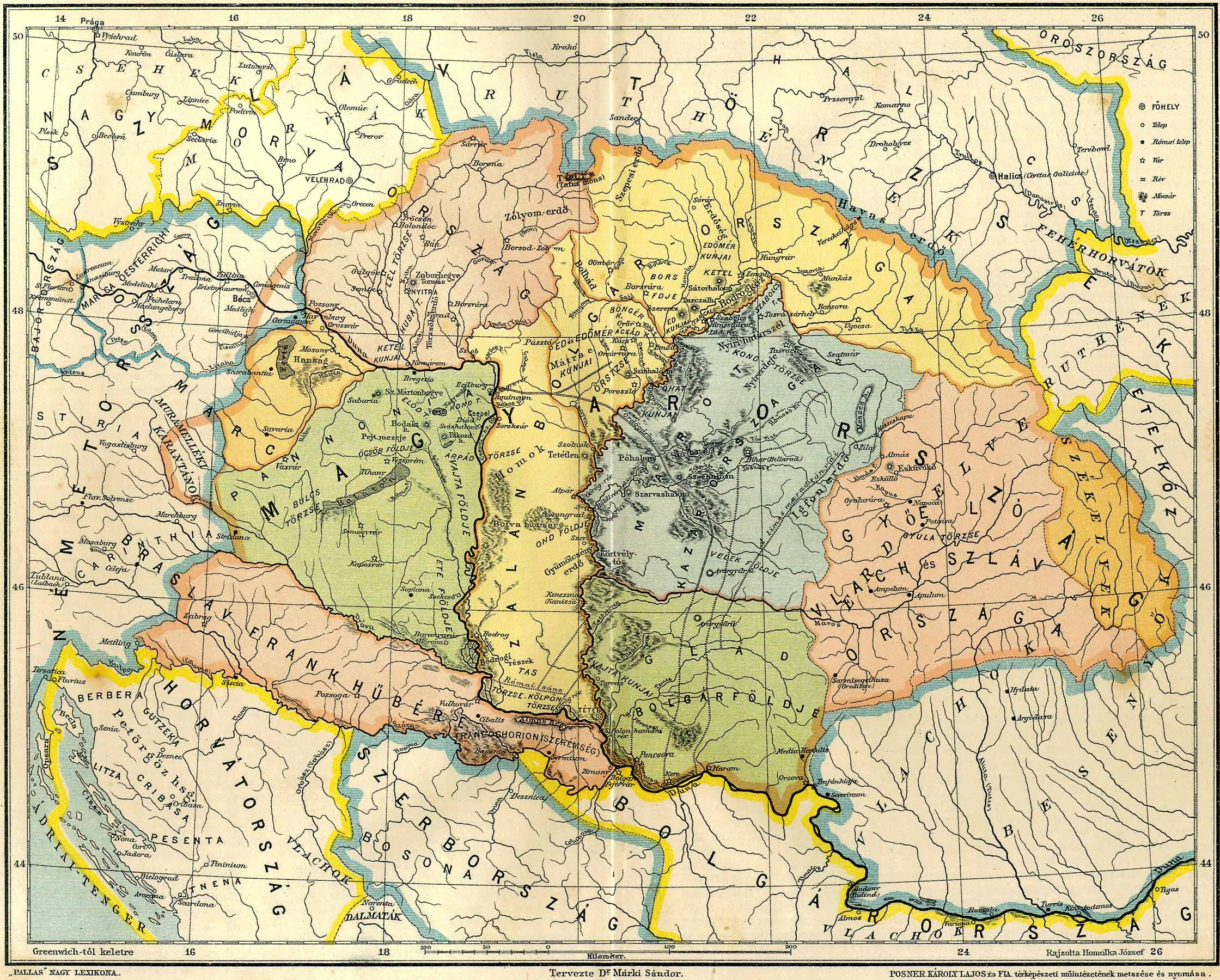
Carte hongroise du XIXe siècle illustrant la « Gesta Hungarorum ».

La « diète documentaire » concernant les années 271-1100 est appelée « siècles obscurs » par les historiens hongrois et allemands, et « âge pastoral » par les historiens roumains. L’archéologie montre que le pays était peuplé et que le christianisme y était présent, mais quelles langues y parlait-on ? La toponymie laisse penser que différentes ethnies y ont cohabité entre le IIIe et le Xe siècle. S’y succédèrent des Huns (confédération à dominante turcophone), des Gépides (germanophones), des Avars (autre confédération turcophone), des Slaves (slavonophones), des Bulgares (confédération à composantes iranienne et turque), des Iasses (Alains iranophones)… Un exemple connu pour l’archéologie du temps des grandes migrations est constitué par les tombes gépides d'Apahida. Quant aux populations romanisées autochtones, Eutrope écrit qu’elles se sont repliées au sud du Danube et c’est la thèse adoptée par l’historiographie hongroise moderne ; les historiens roumains en revanche affirment que ces populations ont au moins partiellement persisté, et se basent sur la toponymie des montagnes et la linguistique (si l’aroumain a évolué au contact direct de la langue grecque, le roumain pour sa part a reçu ses mots grecs par l’intermédiaire bulgare, ce qui montre qu’il a évolué au nord du Danube).
Les résultats des recherches archéologiques et toponymiques indiquent que depuis 1 500 ans, les latinophones, les slavophones et les autres ont vécu étroitement mêlés sur un territoire beaucoup plus vaste que la Transylvanie, allant de l'Adriatique à la mer Noire et de l'actuelle Ukraine au centre de l'actuelle Grèce. Les données toponymiques montrent que les latinophones étaient, à la manière des Romanches, des Ladins, des Frioulans, des Istriens et des Dalmates, localement majoritaires autour de certains massifs montagneux tels que les chaînes Dinariques, le Pinde, les Balkans occidentaux, le massif du Bihor, les Carpates et le Macin. Dans les plaines entourant ces massifs, la population était majoritairement slave. Ces populations vivaient en petites communautés agro-pastorales attestées par les sources de l'époque : du VIe siècle au début du Xe siècle, la future Transylvanie est une mosaïque de « canesats » locaux slaves et roumains, appelés « Sklavinies » ou « Valachies », placés sous les dominations successives, mais plutôt nominales des Avars et des Bulgares. « Canesatus » dans les chroniques traduit le mot slave kniaz : « prince ». Ces petits duchés étaient dirigés par des « joupans », ou par des « boyards ». Outre le pastoralisme, ils tirent leurs ressources du commerce du bois, du sel et de l'or des Carpates, comme en témoignent les objets et les monnaies trouvées dans les tombes. L'habitat est dispersé, mais en cas d'invasion, les habitants mettent leurs biens à l'abri dans leurs « posadas » (mot roumain d'origine slave désignant d'étroits passages fortifiés par des palissades en bois entourant des clairières cachées au cœur des forêts), grimpent sur les hauteurs et de là, harcèlent et bombardent les envahisseurs de flèches, rochers et billes de bois.
De l'osmose entre romanophones et slavophones sont issus les Roumains actuels et une partie des Serbes, des Bulgares et des Hongrois actuels, tandis que les Aroumains des Balkans ont, eux, subi très peu d'influences slaves, ce qui montre que Roumains et Aroumains ne descendent pas les uns des autres mais ont, au moins depuis le Xe siècle, évolué séparément. L'osmose linguistique en Transylvanie est démontrée par la toponymie : par exemple, la bourgade de Săvădisla/Szent-László vient du slave Sveti Vladislav (saint Ladislas), tandis que le pays de Târnava a en roumain un nom slave et en hongrois un nom d'origine finno-ougrienne (Küküllő) (signifiant respectivement « épineux » et « prunier »). Les noms des montagnes (Pietrosu, Găina, Codru, Pleșu, Căpățâna, etc.) sont presque tous d'origine latine, comme la rivière Arieș (en hongrois Aranyos) qui tire son nom du latin Auraneus (« doré », en référence à l'orpaillage) ; les noms de beaucoup d'autres rivières sont hérités de l'antiquité. Néanmoins, les noms finno-ougriens dominent le long de ces mêmes fleuves et dans les plaines, ce qui montre que des populations magyares étaient préférentiellement implantées le long des grands cours d'eau et dans les zones de végétation ouverte. De leur côté les Valaques (comme on appelait alors les latinophones) dominaient sur les piémonts (dans les romanies populaires de Marmatie, Oaș, Crasna, Sălaj, Lăpuș, Năsăud, Gurghiu, Toplița, Vlăhița, Bihor, Zărand, Moților, Caraș, Vâlcu, Montana, Hațeg, Petroșani, Amlaș, Cibin, Făgăraș et Bârsa) où ils s'adonnaient à l'élevage extensif, surtout ovin (c'était encore le mode de vie traditionnel de la plupart des Roumains transylvains au XIXe siècle).

## Installation des Magyars en Transylvanie
Dans les hypothèses hongroises (synthétisées au XIXe siècle par Eduard Robert Rösler) le bassin du Moyen-Danube, à l'intérieur de l'arc carpatique, était vide d'habitants à l'arrivée des Magyars : c'est la thèse de l’Awarenwüste ou « désert des Avars » qui développe les théories de Franz Josef Sulzer, Josef Karl Eder et Johann Christian von Engel selon lesquelles les roumanophones ne sont pas apparus dans le bassin du moyen-Danube avant la fin du XIIe siècle au plus tôt, en provenance des Balkans.
Selon l'historiographie des pays voisins de la Hongrie, la plaine de Pannonie était densément peuplée de Slovènes (voïvodat de Blaténie), de Croates (voïvodat de Braslavie), de Slovaques et de Valaques, que les Hongrois ont progressivement, mais jamais entièrement assimilé. Ces populations vivaient en Sklavinies (Szlávok en magyar) et en Valachies (Oláhok en magyar) ultérieurement regroupées par le royaume de Hongrie en Banats (dont celui de Timișoara) et Voïvodats (dont ceux de Marmatie et de Transylvanie), et partiellement magyarisées, tout comme les prisonniers des campagnes hongroises en Occident (Olászok en magyar). Ces hypothèses s'appuient, entre autres, sur la Chronique des temps passés du moine russe Nestor (XIIe siècle) qui affirme que les Magyars ont du affronter « les Valaques et les Slaves » en traversant les Carpates, et sont surtout émises par les historiens slaves, roumains ou anglo-saxons.
Selon la chronique anonyme Gesta Hungarorum, Gelou aurait été le premier dux des Valaques et des Slaves de Transylvanie, vaincu et tué par les Magyars au Xe siècle en 900 ou 903, et son duché se serait soumis au traité d'Esküllő (aujourd'hui Așchileu, au nord-ouest de Cluj), mais la fiabilité de cette source est contestée. Quoi qu'il en soit, à partir du XIe siècle, les Magyars, peuple parlant une langue du groupe finno-ougrien venu du nord de la mer Noire (pays d'Etelköz) et installés à la place des Avars au centre du bassin danubien, étendent progressivement leur emprise jusqu'aux chaînes des Carpates, y compris sur les montagnes de l'Est (massif du Bihor), puis sur ce qui devient alors la Transylvanie (Erdély en hongrois, littéralement : « pays au-delà des forêts »). Ils évincent les Bulgares de ces régions et soumettent les populations locales majoritairement slaves et valaques : le slavon bulgare reste néanmoins la langue officielle de la noblesse et de l'église (orthodoxe) de Transylvanie, qui relève de l'éparchie de Severin, elle-même rattachée par périodes aux patriarcats orthodoxe d'Ohrid, de Peć ou directement de Constantinople (voir histoire de l'église orthodoxe en Roumanie). Lors du schisme de 1054 les Magyars, appelés « Hongres » ou « Hongrois » par confusion avec leurs alliés Onoghours, adoptent majoritairement la forme catholique du christianisme : l'évêché catholique d'Alba Iulia est fondé au XIe siècle, pour contrer l'orthodoxie de la population. Par alliances, par mariages ou par la force, les « canesats » sont intégrés au système féodal hongrois : certains deviennent des banats, d'autres sont rattachés aux comtés (megye) hongrois, d'autres encore sont organisés en voïvodats comme la Marmatie et la Transylvanie. L'aristocratie orthodoxe, slave ou roumaine, est progressivement intégrée dans la noblesse hongroise catholique, surtout après l'édit de Turda du roi Louis Ier de Hongrie qui conditionne l'accessibilité à la noblesse et à la Diète à l'appartenance à l'Église catholique.
Outre les Magyars, les nouveaux seigneurs hongrois sédentarisent dans la partie orientale de la Transylvanie, le long des Carpates orientales, des mercenaires : les Sicules (en hongrois székelyek, en roumain secui, en allemand Szekler), colons aux origines incertaines (finno-ougriennes ? turques ? mongoles ?). Ce « peuple d'hommes libres » de langue hongroise devient lui aussi catholique, et prend en charge la garde des frontières.
L'historien Lucien Musset écrit : l'évolution de tout l'avant-pays romain danubien, de la Souabe à la Transylvanie, doit être considérée comme un tout. Les habitants les plus occidentaux furent finalement germanisés, ceux du centre submergés par l'invasion magyare. Seuls se maintinrent ceux de l'Est et du Sud. La vraie énigme ne serait pas tant leur survie, que l'extraordinaire fortune démographique des îlots valaques de Transylvanie, alors que ceux des Balkans n'ont guère fait que dépérir lentement. Mais, selon Florin Constantiniu de l'académie roumaine, dans son Histoire sincère du peuple roumain, il n'y a point d'énigme : les romanophones du bassin du Danube étaient surtout des bergers transhumants, nomadisant sur les deux rives du fleuve des Carpates au Pinde, et leur langue en porte des traces de « pidginisation pastorale » (un concept dû à Arnaud Etchamendy), sans même parler de l'« union linguistique balkanique ». Si, du XIe au XIVe siècle, leur poids démographique augmente au nord du fleuve et diminue au sud, c'est pour des raisons politiques et économiques : à ce moment le royaume de Hongrie commence à sécuriser la situation au nord, favorisant la sédentarisation des Valaques, tandis qu'au sud, les guerres bulgaro-byzantines de Basile II suivies des violences de la quatrième croisade, de la conquête ottomane et de leurs conséquences, entretiennent au contraire, une insécurité croissante.

## Principauté, grand-duché et grande-principauté de Transylvanie
Du XIe au milieu du XIXe siècle, la Transylvanie est dotée de ses propres institutions et lois, autonome par rapport au royaume de Hongrie mais vassale de celui-ci. Son statut est celui d’un voïvodat jusqu’au XVe siècle, puis d’une principauté. Après 44 ans d’indépendance de 1526 à 1570, elle devient vassale de l’Empire ottoman entre 1570 et 1699, puis de la monarchie de Habsbourg à partir de 1699. 

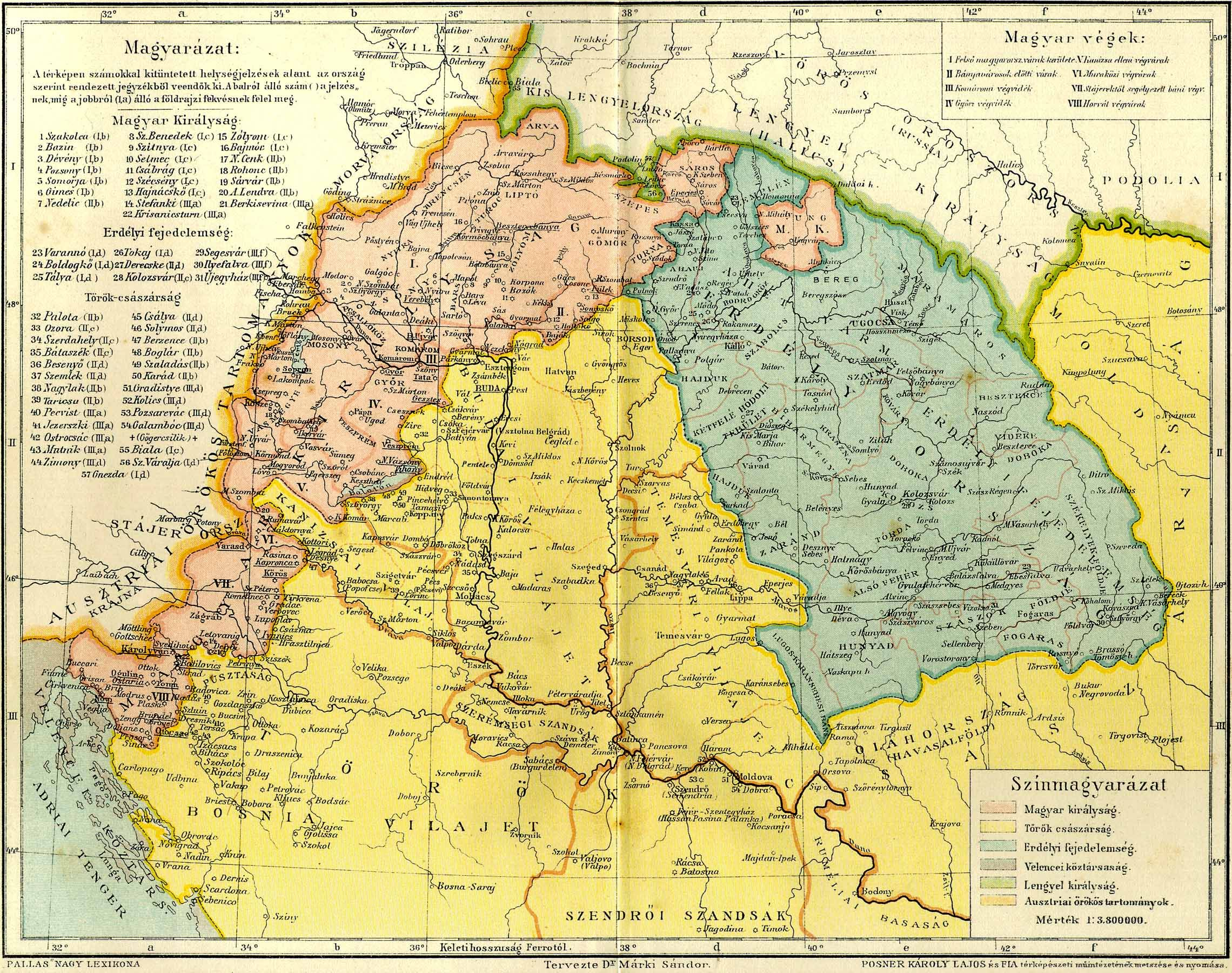
La Hongrie en 1629 : en rose la Hongrie royale, en jaune l'Empire ottoman, en bleu-vert la principauté de Transylvanie (« royaume de Hongrie orientale » pour l'historiographie hongroise moderne).

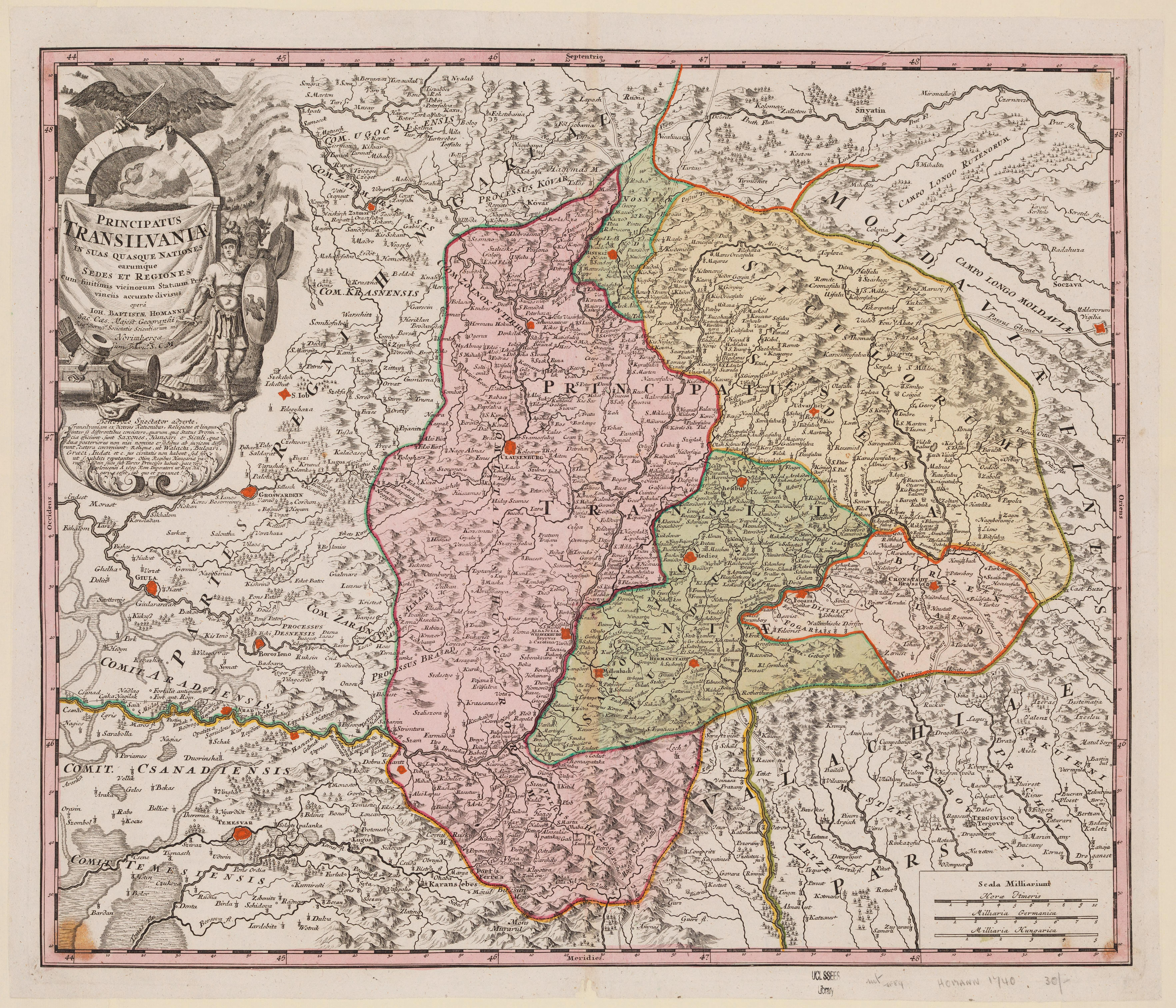
Carte d'époque de la Principauté de Transylvanie aux XV-XVI siècles : en vert les zones allemandes, en jaune le pays sicule.

Le territoire et la durée de la principauté de Transylvanie sont, conformément à l’alternative « canard-lapin », l’objet de disputes entre les auteurs modernes :
- selon l’historiographie hongroise[25] (et, à sa suite, une partie de l’historiographie germanique[26] ou anglophone[27])
  - son existence se limite à 141 ans durant la période 1570–1711, les auteurs magyars et ceux qui les suivent considérant qu’elle n’existait ni avant le traité de Spire (étant simplement une partie de la Hongrie) ni après le remplacement du prince hongrois Ferenc II Rákóczy par des gouverneurs autrichiens en 1711 ;
  - son territoire s’est toujours limité à son cœur historique correspond à l’Est de la Transylvanie actuelle, dans le centre de l’actuelle Roumanie, tandis que le reste soit le Partium à l’Ouest des monts du Banat et du Bihor, n’en a jamais fait partie ;
- l’historiographie roumaine, se référant à la liste des princes de Transylvanie et aux institutions propres de cette région (voïvode élu par la Diète transylvaine, lois spécifiques, armée transylvaine, et, parmi les divisions territoriales, des joupanats gouvernés selon le jus valachicum reconnu par la charte de 1383[28]), considère[29]
  - qu’elle a existé durant 756 ans de 1111 à 1867 ;
  - que son territoire incluait, conformément aux articles du traité de Spire, le Partium durant les périodes d’indépendance de 1526 à 1570 et de vassalité envers l’Empire ottoman de 1570 à 1699.

Ces divergences d’interprétation des mêmes faits, sont plus politiques qu'historiques car dans tous les cas, si les joupanats, éphémères, des Valaques orthodoxes peuvent effectivement être considérés comme des valachies dans la mesure où ils étaient gouvernés par des seigneurs roumains selon le jus valachicum, il n’en est pas de même pour la Transylvanie comme principauté, qui, quelle que soit la durée ou l’étendue qu’on lui reconnaisse, était gouvernée par des princes en grande majorité magyars (dont les prestigieuses familles Bethlen ou Báthory), selon des lois différentes de celles du Royaume, mais promulguées à la Diète par la noblesse hongroise de Transylvanie, largement majoritaire dans cette assemblée.
En 1711, la principauté devient un grand-duché puis une grande-principauté, toujours au sein de la monarchie des Habsbourg qui devient l’empire d'Autriche en 1804 : son autonomie diminue car le prince transylvain n'est plus élu par la diète, mais nommé par l'empereur Habsbourg. La Transylvanie militaire, créée en 1762, est abolie après la révolution roumaine de 1784, lors de l'établissement des nouveaux Bezirke par l'empereur Joseph II d'Autriche.
Dans le concert du « printemps des peuples », la diète transylvaine se réunit le 29 mai 1848 à Cluj/Kolozsvár et proclame son adhésion à la révolution, mais une adhésion nationaliste hongroise et non pas sociale pour tous les transylvains. En effet, le système électoral censitaire, fondé sur la richesse, fait que la majorité roumanophone du pays (60 % de la population) y est très peu représentée (sur 300 députés, il y a 273 magyars, 24 germanophones et seulement 3 roumanophones) : les révolutionnaires magyars et roumains ne parviennent pas à s'entendre, les premiers réprimant les seconds avant d'être eux-mêmes vaincus par les Habsbourg aidés par les tzars russes.

## En Autriche-Hongrie après l'abolition du grand-duché
Après 1867, par le compromis austro-hongrois, la noblesse hongroise a carte blanche pour réorganiser la partie de l'Empire qui lui est dévolue : elle construit le projet de la « Grande Hongrie unitaire ». En Autriche-Hongrie, la principauté de Transylvanie, rattachée à la Hongrie, disparaît définitivement des cartes et des institutions, pour ne subsister que comme titulature des Habsbourg en tant que rois de Hongrie. En 1876 le territoire hongrois ainsi agrandi est découpé en 64 comitats. La diète de Szeben/Sibiu/Hermannstadt, renvoyée par l'empereur dès 1865, est remplacée par une diète à Kolozsvár/Cluj/Klausenburg qui s'auto dissout en 1868. Le Parlement est désormais à Budapest.
Après une première période à peu près paisible (« loi Eötvös » sur les nationalités de 1868), le gouvernement hongrois adopte une politique de magyarisation de plus en plus contraignante qui culmine en 1907 avec la « loi scolaire Apponyi ». En Slovaquie, en Ruthénie subcarpathique comme en Transylvanie (à l'époque peuplée d'environ 60 % de Roumains, 7 % de Saxons et 33 % de Hongrois) cette politique condamne les non-Magyars pauvres à l'illettrisme. De plus, sur 453 députés au Parlement de Budapest, 413 sont élus selon un système électoral censitaire et sont en grande partie issus de l'aristocratie, garantissant une écrasante majorité aux députés magyars (sur 453 députés, 372 sont magyars) . Cette politique aboutit à un effet contraire à celui recherché : les manifestations identitaires des peuples non-Magyars se renforcent. Les associations nationales de tout type (sport, arts, culture, banque) se multiplient, comme partout en Europe centrale.

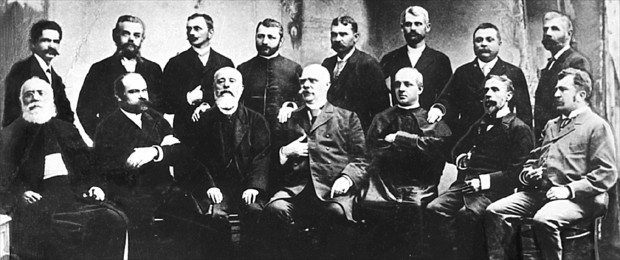
Autonomistes roumains de Transylvanie en 1894, à l'occasion d'un procès intenté contre eux pour trahison par l'État hongrois (« procès du Memorandum »).

Du côté roumain, après une période de boycott (dite « passiviste » : 1867-1902), une élite politique déterminée se forme au début du XXe siècle (Iuliu Maniu, Vaida-Voievod) qui oblige le gouvernement hongrois d'István Tisza à négocier à deux reprises en 1910 et en 1913-1914. En outre, l'unification de la Valachie et de la Moldavie en un État roumain (autonome en 1859, indépendant en 1878) est un message fort pour les roumains de Transylvanie, même s'il n'y a pas encore d'irrédentisme, car la plupart des roumains ne revendiquant alors qu'un rétablissement de l'autonomie transylvaine et/ou la reconnaissance de leur langue et des écoles primaires publiques en roumain. Quant aux Saxons qui ont perdu leurs privilèges en 1867, ils choisissent majoritairement la voie du compromis avec Budapest (1890) mais, forts de leur avance économique et sociale, ils développent des stratégies de résistance à la magyarisation (notamment à travers leurs écoles confessionnelles) et, déçus par Vienne, regardent de plus en plus vers Berlin, où ils envoient leurs enfants faire leurs études universitaires.

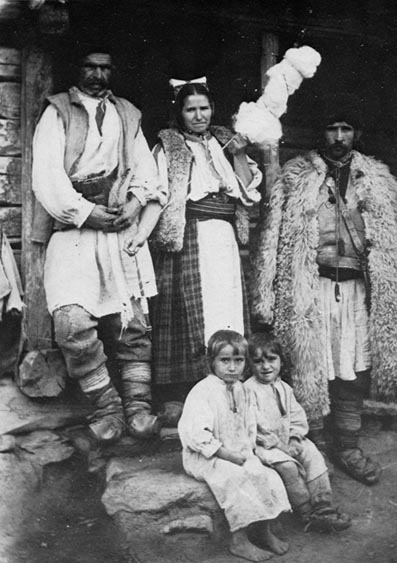
Famille « valaque » (Oláh család) de Meria en Transylvanie austro-hongroise, 1911.

Pendant la Grande guerre, la Transylvanie va devenir l'objet des tractations et des convoitises entre puissances. Le pays concerné en premier chef est le royaume de Roumanie, où, pour les irrédentistes, le rattachement de la Transylvanie, volontiers qualifiée de « troisième pays roumain » (avec la Valachie et la Moldavie), est devenu un leitmotiv depuis les années 1880-1890. Le jeune royaume roumain, allié à la Triplice est gouverné par un roi allemand (Hohenzollern) qui ne peut guère laisser libre cours à de telles revendications. La donne change à partir de 1913 : lors de la deuxième guerre balkanique, l'état-major roumain, formé en France et très francophile, profite des difficultés de la Bulgarie pour lui arracher la Dobroudja du Sud, ce qui dresse l'une contre l'autre les deux nations, jusque-là amies depuis leur commune libération de l'emprise ottomane. La Bulgarie se tourne dès lors vers les empires centraux, tandis que la classe politique roumaine, malgré le roi Hohenzollern, est majoritairement favorable à l'Entente. Au début de la Première Guerre mondiale, la monarchie roumaine reste prudemment neutre, négociant avec les deux camps. Passionnément francophile, son opinion la pousse, néanmoins, à une alliance avec la France, le Royaume-Uni et l'Empire russe contre l'Autriche-Hongrie, pour libérer les « frères transylvains opprimés » (et qui l'étaient en effet culturellement, mais bénéficiaient d'un niveau de vie supérieur aux Moldaves et aux Valaques).
Le 27 août 1916, le royaume de Roumanie déclare la guerre à l'Autriche-Hongrie et les troupes roumaines entrent en Transylvanie, mais après quelques semaines de combats et quelques victoires (prise de Brașov), la contre-offensive allemande les repousse au-delà des cols des Carpates. La Roumanie subit des désastres militaires comme la Bataille de Turtucaia/Tutrakan et est envahie par les Allemands, les Austro-hongrois et les Bulgares. Malgré sa résistance à Bataille de Mărășești durant l'année 1917, en fin de compte la défection russe et l'épuisement des ressources la contraignent à la capitulation en mai 1918 (traité de Bucarest).
En Transylvanie, de nouvelles associations ultranationalistes hongroises font la chasse aux Roumains, considérés comme « tous traîtres », et le gouvernement mène une politique de colonisation rurale anti-roumaine. Les écoles roumaines sont fermées. Certains dirigeants et militants roumains transylvains passent clandestinement dans la petite partie de la Roumanie restée non occupée par les Puissances centrales et forment une « Légion de volontaires transylvains » incorporée dans l'armée roumaine (juin 1917). À l'automne 1918, quand l'Autriche-Hongrie s'effondre, les Roumains de Transylvanie proclament l'Union de la Transylvanie à la Roumanie (Assemblée d'Alba Iulia, 1er décembre 1918, actuellement fête nationale de la Roumanie). Les représentants saxons valident l'union le 15 décembre 1918 à Mediaș, les hongrois quant à eux s'y opposent le 22 décembre de la même année. Les Transylvains roumains leur donnent des garanties pour le respect de leurs droits (ces garanties seront inégalement respectées par la suite : plutôt bien durant la démocratie parlementaire de 1921 à 1938, plutôt moins durant les périodes de dictature de 1938 à 1989, malgré l'établissement, par le régime communiste, d'une région autonome hongroise dans l'Est de la Transylvanie entre 1947 et 1968).

## En Roumanie
À la suite de la victoire des Alliés en 1918, les assemblées territoriales de la Transylvanie, de la Bucovine et de la Bessarabie votent leur rattachement à la Roumanie dont la population passe ainsi de 8 millions à 18 millions d'habitants. L'unification de cette « Grande Roumanie » est reconnue (sauf par les Soviétiques) au traité de Saint-Germain-en-Laye (1919).
L'union de facto de la Transylvanie et d'autres parties orientales de la plaine hongroise (Banat, Partium/Crișana…) à la Roumanie est votée par l'assemblée d'Alba Iulia le 1er décembre 1918, mais il faut attendre le traité de Trianon signé le 4 juin 1920) pour sanctionner formellement de jure cette union. Durant cette période, les armées roumaines du Sud, épaulées par la mission française Berthelot, se positionnent dans la province à partir de décembre 1918, tandis que le gouvernement est assuré par un condominium hongro-roumain et par un gouvernement transylvain autonome (Consiliul Dirigent, 1918-1920, à majorité roumaine pour la première fois dans l'histoire du territoire). De mai à août 1919, la Hongrie, devenue communiste, tente vainement de reprendre la Transylvanie : par extension abusive, une partie de l'historiographie hongroise moderne et, à sa suite, internationale, considère la période du 11 novembre 1918 au 4 juin 1920 comme une guerre nationaliste d'un an et demi entre la Hongrie et la Roumanie, alors qu'en fait la guerre, anticommuniste et n'impliquant pas que des Roumains, n'a duré que quatre mois (la coalition antibolchévique comprenait aussi le gouvernement hongrois de Gyula Peidl et, au Sud, l'armée franco-serbe de Franchet d'Espèrey). Les franco-roumains occupent Budapest le 6 août 1919 et remettront le pouvoir à l'amiral Miklós Horthy, ministre de la guerre de Gyula Peidl, qui mènera la répression anti-communiste et rétablit le royaume de Hongrie (dont il sera le régent) jusqu'en 1944.
Une commission interalliée dans laquelle le géographe français Emmanuel de Martonne joue un rôle essentiel, trace la nouvelle frontière entre la Hongrie et la Roumanie, qui est toujours au XXIe siècle la frontière occidentale de la Transylvanie roumaine. Cette question des frontières, évidemment considérée par la Hongrie comme un diktat injuste, entretient depuis lors un contentieux politique entre la Hongrie et la Roumanie.
Après le traité de Trianon, qui attribue à la Roumanie la majeure partie des territoires qui avaient proclamé leur union le 1er décembre 1918 et le pays sicule, la tradition jacobine de la Roumanie intègre la province dans le système des județe, calqué sur le modèle français des départements : pas plus qu'à l'époque austro-hongroise, la Transylvanie n'a d'autonomie politique et administrative, et, comme sous les Habsbourg d'Autriche, elle n'existe qu'en tant que titulature, cette fois des Hohenzollern de Roumanie (cette titulature disparaîtra à son tour avec la monarchie roumaine, en 1948). Ce centralisme, couplé au manque d'esprit démocratique de Bucarest (du moins jusqu'aux réformes démocratiques de 1923), provoque le mécontentement des élites roumaines de Transylvanie (boycott du couronnement du roi en octobre 1922). De leur côté, les Magyars, principale minorité, refusent le rattachement à la Roumanie, oscillant entre un « Erdélysme » sentimental (idéalisant un soi-disant « Âge d'Or » du XVIIe siècle… alors que les Roumains étaient asservis) et un irrédentisme qui ira croissant dans les années 1930, avec la montée des crispations nationalistes. Parmi eux, les aristocrates hongrois, grands perdants de la réforme agraire de 1921, jouent un rôle majeur dans la cristallisation des revendications contre le traité de Trianon. Chez les Saxons, le déclin démographique et les difficultés économiques après 1929 favorisent l'essor du parti nazi local animé par Andreas Schmidt, qui propage les idées du Grand Reich (Assemblée de Sibiu en octobre 1933).
En août 1940, l'amiral Horthy obtient de Hitler un « arbitrage » qui oblige la Roumanie à céder à la Hongrie la moitié nord de la Transylvanie, mais en août 1944 la Roumanie déclare la guerre à l’Axe, reprend la Transylvanie du nord et rejoint ainsi les Alliés, qui, au traité de paix de Paris, lui en reconnaissent la possession.

## Historiographie
Des débats historiques se sont mis en place avec la montée des nationalismes, allant de pair avec les revendications roumaines et les réfutations austro-hongroises. Ainsi, deux histoires antagonistes de la Transylvanie se sont construites aux XIXe et XXe siècles, notamment concernant le peuplement ancien et la durée d’existence de la principauté.
Au sujet du peuplement ancien,
- la thèse roumaine, développée par des historiens comme Alexandru Dimitrie Xenopol ou Iorga, affirme la permanence d'une population latinophone nombreuse en Transylvanie depuis la Dacie romaine à nos jours. C’est le « sédentarisme ». Il admet la présence d'autres populations au milieu des roumanophones (germaniques, slaves, turcophones) et s’appuie sur l’archéologie[35] ;
- la thèse austro-hongroise, et plus tard germano-hongroise, développée par Édouard Robert Rössler[36], affirme la disparition des latinophones après les 170 ans de présence romaine, et leur retour après mille ans d'absence, à l'appel des rois de Hongrie, depuis les Balkans où ces latinophones ont survécu. C'est le « migrationnisme », pour qui les Roumains descendent des Aroumains. Il s'appuie sur les récits d'Eutrope et certaines données toponymiques et linguistiques[37].

Au sujet de la durée d’existence de la Principauté,
- l’historiographie roumaine[38] présente la Transylvanie comme l’une des trois principautés médiévales peuplées de Roumains et même la première d'entre elles, fondée en 1111 à partir des duchés roumains antérieurs de Gelou, Glad et Menumorout, ultérieurement magyarisée au niveau de ses classes dominantes, et abolie en 1867 par le compromis austro-hongrois ;
- l’historiographie hongroise affirme, pour sa part[39], que les voïvodes transylvains d’avant 1570 n’étaient que des gouverneurs nommés par le roi hongrois ; que la Transylvanie, quelle que soit son étendue avec ou sans le Partium, n’a jamais cessé de jure de faire partie du royaume de Hongrie (orientale) et n’a été créée qu’en 1570 par le traité de Spire, constituant de facto le « royaume de Hongrie orientale » (point de vue suivi par divers auteurs germanophones ou anglophones[40]) pour disparaître en 1711 au profit du grand-duché de Transylvanie qui n’est, dans cette optique, qu’une subdivision du royaume de Hongrie dans l’empire des Habsbourg.

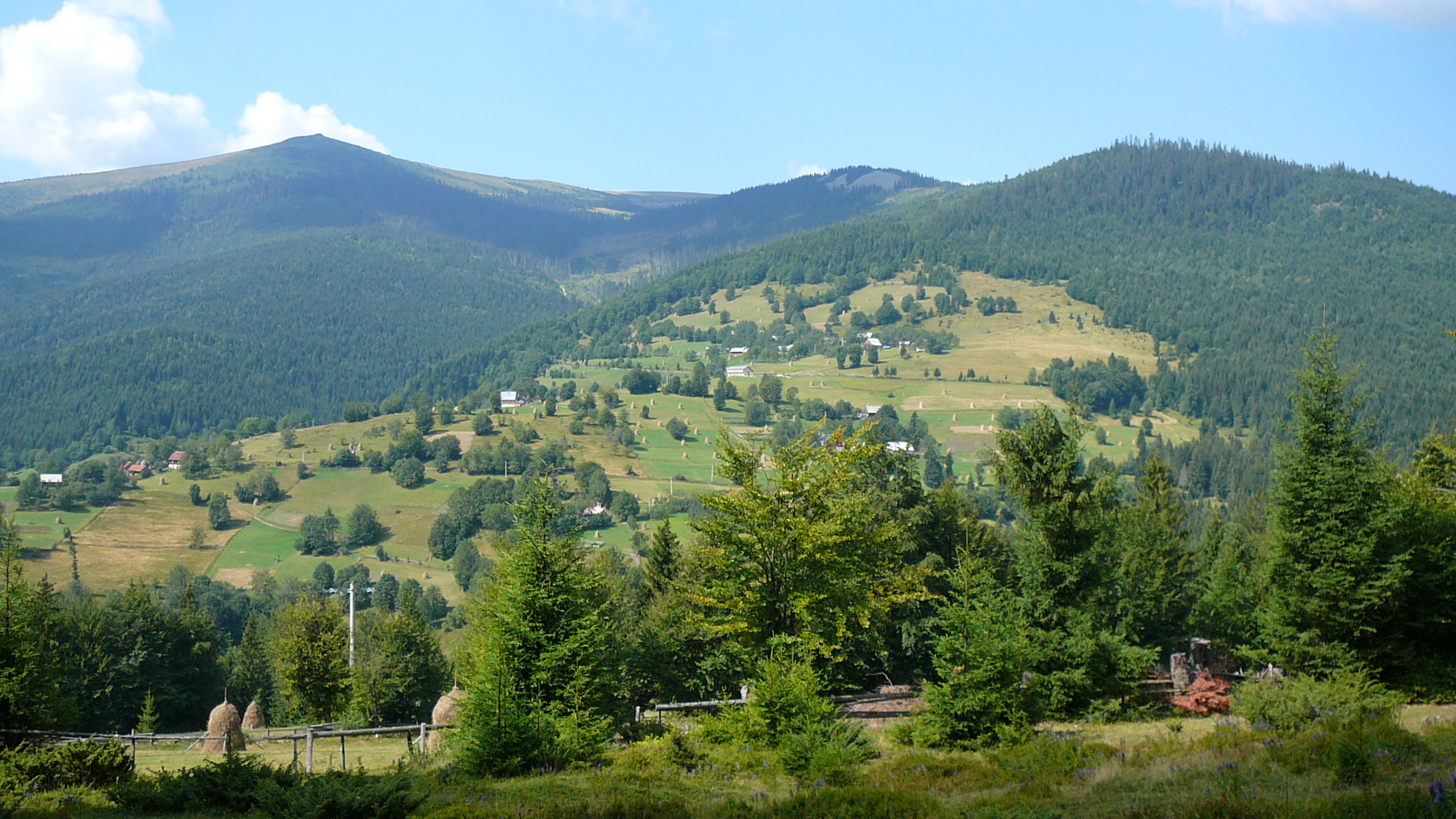
Une grande posada, clairière jadis fortifiée des « valaques » des Carpates occidentales roumaines.

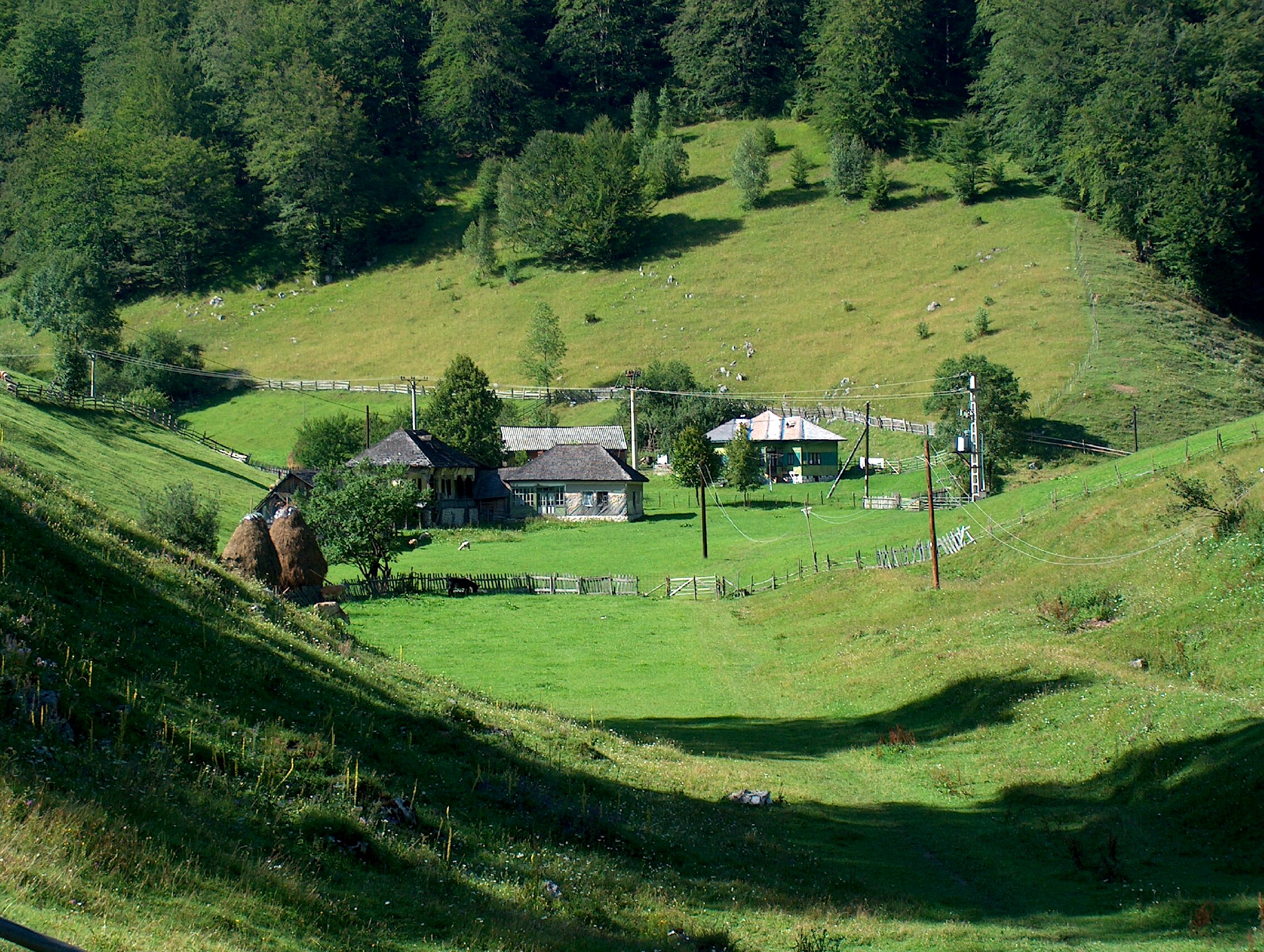
Une petite posada des Carpates transylvaines.

Ces polémiques ont occulté la recherche purement scientifique et ont inscrit l’histoire transylvaine dans une « réécriture nationaliste de l’histoire », alors que le bilinguisme et le caractère non-nationaliste des identités avant le XIXe siècle rendent impossible toute comptabilité fiable par nationalités avant 1780 : le fait de savoir s’il y avait une majorité hongroise ou roumaine avant 1700 en Transylvanie reste, actuellement, indémontrable. Dans les faits, avant comme après 1570, la Transylvanie avait un territoire défini, une assemblée propre, des lois propres, des institutions propres, une armée propre, et ses voïvodes, en grande majorité d’origine hongroise, étaient vassaux du roi de Hongrie qui les adoubait après leur élection par la noblesse transylvaine, elle aussi en grande majorité hongroise. C’était donc un état lié à la Hongrie et peuplé de Hongrois (Magyars et Sicules), de Roumains et d’Allemands.
Quant au traité de Spire de 1570 il confère à la Principauté le statut, qu'elle n'avait pas auparavant, de sujet de droit international reconnu par les autres puissances et agrandi des parties adjacentes de la Hongrie. Ce sujet est, dans le traité, dénommé « principauté de Transylvanie » et non « royaume de Hongrie » (orientale ou pas) car l’intitulé « royaume de Hongrie » était réservé à la « Hongrie royale » (occidentale) appartenant aux Habsbourg. En effet, le traité spécifie clairement que l’indépendance transylvaine n’est reconnue qu’en échange du renoncement du voïvode transylvain Jean Sigismond au titre de roi de Hongrie. Titre auquel il pouvait légitimement prétendre, car personne à l’époque n’aurait eu l’idée de mettre en doute le caractère hongrois de la principauté de Transylvanie, caractère qui allait de soi y compris pour ses habitants de toute origine (les Roumains de Transylvanie, par exemple, étaient dénommés Ungureni soit « de Hongrie » par leurs semblables Moldaves ou Valaques). 
Quoi qu’il en soit, et quelles qu’aient été les évolutions et les migrations de ses différentes populations, la Transylvanie a toujours été pluri-ethnique. Elle n’a pas été une principauté roumaine, mais hongroise : cela n’en fait pas pour autant une simple province du Royaume magyar puisqu’elle a bien eu un statut politique spécifique et autonome dès le XIIe siècle sans pour autant être, la plupart du temps, indépendante. Quel que soit le statut du pays, pour les joupans locaux « valaques », vivant initialement sous le jus valachicum (« droit valaque »), l’« ascenseur social » transylvain c’est-à-dire l’intégration dans la noblesse hongroise, passait par l’abandon de l’orthodoxie et du jus valachicum pour passer au catholicisme (seule foi donnant accès à la congregatio generalis depuis l’édit de Turda émis en 1366 par le roi Louis Ier de Hongrie) et à la culture et langue hongroise (cas probable de la famille de Jean Hunyadi, qui, comme beaucoup de joupans et boyards roumains, était d’ascendance coumane). Ceux qui s’y refusaient n’avaient d’autre choix que de fuir au-delà des Carpates dans les principautés roumaines voisines, comme les paysans roumains réduits au servage après l’échec de la révolte de Bobâlna et la constitution de l’« Union des trois nations » (dont ils furent exclus) en 1438.
Ce marronnage continu des Roumains de Transylvanie était appelé en roumain descălecare (« descente », les principautés de Moldavie et Valachie étant situées aux pieds des Carpates, plus bas que la Transylvanie). Des communautés entières y recouraient, après avoir déserté leurs villages et leurs vallées, et passé parfois des années en rebelles vivant du pastoralisme dans leurs posade (défrichages fortifiés) de la forêt : ce sont les mocans, aussi dénommés selon leurs lieux d’origine transylvains bârseni, colibași, mărgineni, moroieni, săceleni ou țuțuieni, en magyar havasoláhok (« valaques des neiges ») et en allemand Gebirgswalachen (« valaques montagnards »). Cette situation a eu une profonde influence sur la culture roumaine, car dans les principautés roumaines, à partir de l’époque phanariote, l’« ascenseur social » nécessitait de s’helléniser voire de se franciser pour intégrer l’aristocratie des boyards ou la bourgeoisie, et de ce fait, la culture roumanophone proprement-dite est restée, tant en Moldavie et Valachie qu’en Transylvanie, une civilisation essentiellement rurale et populaire, caractère sur lequel ont fait levier, au XXe siècle, les propagandes des dictatures de droite et de gauche qui se sont succédé de 1938 à 1989, en y ajoutant des aspects nationalistes et xénophobes. 
Depuis que la démocratie a été mise en place à partir de 1990, depuis que la Hongrie et la Roumanie sont toutes deux dans l’Union européenne à partir de 2004 et 2007, ouvrant enfin la frontière entre les deux pays, les controverses nationalistes se sont en partie apaisées, et la complexité du réel peut réapparaître lorsque s’effacent les simplifications militantes. C’était du moins le cas jusque dans les années 2010, lorsque le gouvernement de Viktor Orbán s’est mis à engager la société hongroise dans une voie de plus en plus nationaliste, poussé par les surenchères de quelques mouvements politiques comme le « Jobbik ». Du côté roumain, l’équivalent de ces mouvements est le « Parti de la Grande Roumanie ».

## Légende de Dracula
La légende de « Dracula » est liée à la Transylvanie. Mais quoi que puissent en dire certains guides et agences de tourisme, les deux Vlad, « Dracul » et « Țepeș » (le dragon et l'empaleur) étaient voïvodes de Valachie, et non de Transylvanie. Vlad II Dracul (le dragon), de la dynastie des Basarab, était ainsi surnommé parce que le roi de Hongrie Sigismond de Luxembourg l'avait adoubé chevalier de l'ordre du Dragon Ourobore, voué à la lutte contre les Turcs ottomans. Vlad III Țepeș (« l'empaleur »), son fils, devait son surnom à une transgression de l'immunité diplomatique : il avait empalé un ambassadeur turc, Hamza Bey, et son chambellan Thomas Catavolinos, parce que ceux-ci avaient cherché à l'empoisonner. Vlad « Țepeș » ayant augmenté les droits de douane en Valachie des marchands saxons de Brașov, ceux-ci publièrent contre lui (Gutenberg venait d'inventer l'imprimerie) des gravures le traitant de monstre et de vampire, ou le montrant devant une forêt de pals : il y figurait sous le surnom de « Dracula ». Au XIXe siècle, l'écrivain irlandais Bram Stoker eut connaissance de ces gravures par son correspondant austro-hongrois Ármin Vámbéry, et y puisa le titre de son fameux roman, où Vámbéry est cité sous le nom d'Arminius Vambery, et où figurent aussi des éléments de biologie sud-américaine (les chauves-souris vampires Desmodus rotundus). Dracula n'est pas une légende transylvaine, mais une légende gothique de l'époque victorienne, dont l'action se situe en Transylvanie…